# ویلیام ای. گراهام
ویلیام ای. گراهام (به انگلیسی: William A. Graham) سناتور سابق عضو حزب ویگ بود. وی در سال ۱۸۴۰ تا ۱۸۴۳ میلادی سناتور ایالت کارولینای شمالی در سنای ایالات متحده آمریکا بود.